# Cërrik
Cërrik (albanisch auch Cërriku) ist eine Kleinstadt in Mittelalbanien mit 7000 Einwohnern (Volkszählung 2023).
6695 Einwohnern (2011).

## Verwaltung
Cërrik ist eine eigenständige Gemeinde (Bashkia). 2015 wurde die Stadt mit den Nachbargemeinden im Südwesten des ehemaligen Kreises Elbasan,– Gostima, Klos, Mollas und Shalës – zusammengelegt.  Jede der ehemaligen Gemeinden bildet heute eine Njësia administrative (Verwaltungseinheit).
| Name    | Einwohner 2023 | Einwohner 2011 |
| ------- | -------------- | -------------- |
| Cërrik  | 7001           | 6695           |
| Gostima | 7250           | 8116           |
| Klos    | 2921           | 3262           |
| Mollas  | 5004           | 5530           |
| Shalës  | 2987           | 3842           |
| Total   | 25.163         | 27.445         |

Die ganze Gemeinde hat 25.163 Einwohner (Volkszählung 2023). Zwölf Jahre zuvor hatten auf dem Gebiet der heutigen Bashkia noch 27.445 Einwohner gelebt (Volkszählung 2011).

## Geographie
Cërrik liegt rund zehn Kilometer südwestlich der Stadt Elbasan in der Ebene südlich des Shkumbin.
Westlich der Stadt erstreckt sich das Hügelland der Dumreja, im Osten liegt Hügelland und nördlich vom Shkumbin erheben sich die Kodrat e Krrabës (Krraba-Hügel). Nach Süden und nach Nordosten dehnt sich jedoch eine weite, fruchtbare Ebene aus.

## Wirtschaft
Die Ebene zwischen Elbasan und Cërrik wird vom großen Stahlwerk „Stahl der Partei“ dominiert, das einst Zehntausenden Menschen aus diesen Orten Arbeit bot, deren Emissionen aber die ganze Region stark belasteten. Cërrik selbst war während der kommunistischen Herrschaft vor allem für seine Erdölraffinerie bekannt. Diese war über ein rund zwei Kilometer langes Stichgleis mit der Linie Durrës–Peqin–Elbasan der albanischen Eisenbahn Hekurudha Shqiptare verbunden, die am Nordufer des Shkumbin entlangführt.

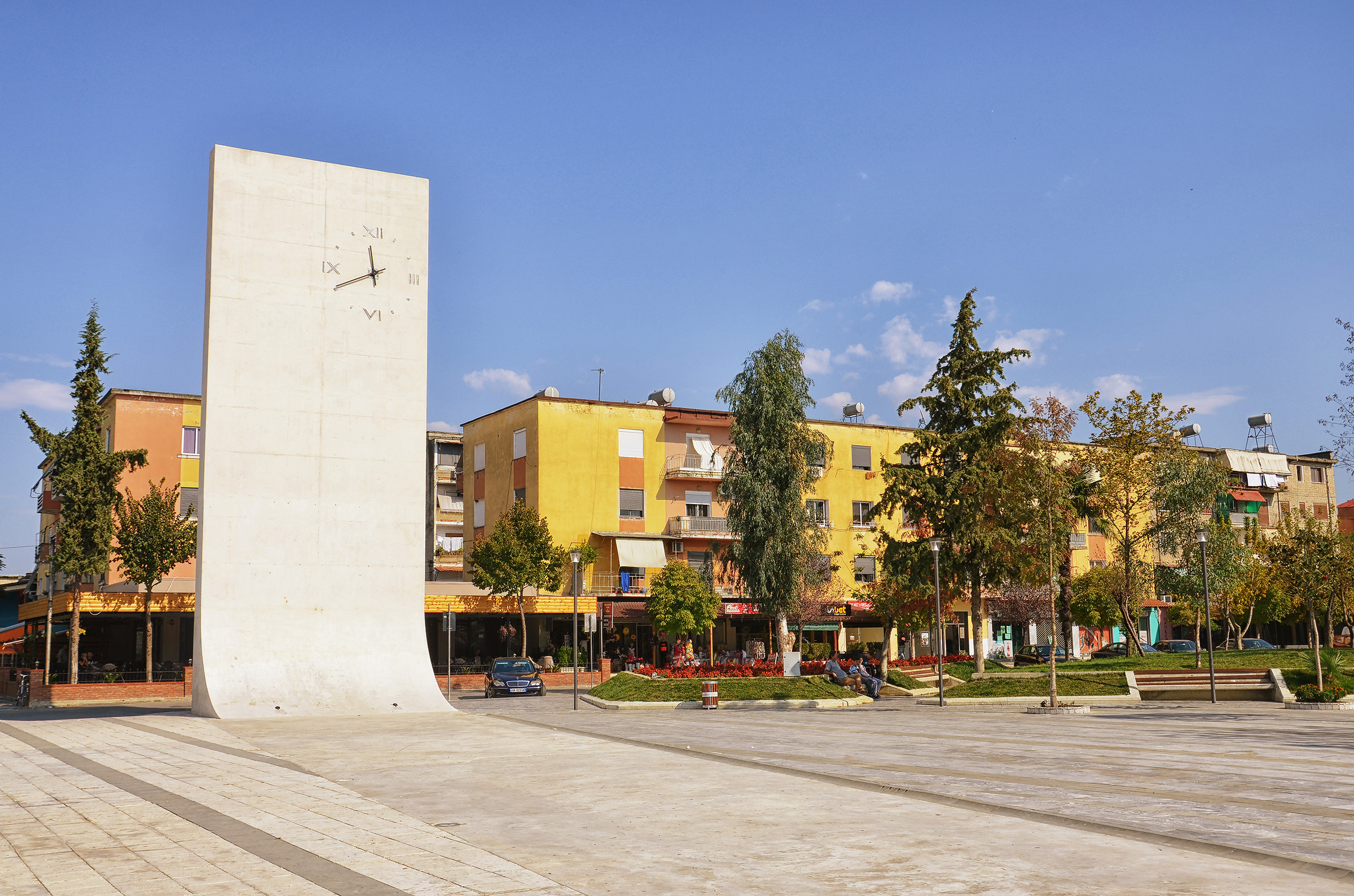
Hauptplatz

Die Stadt wurde während der kommunistischen Herrschaft als Industriestandort geplant. Wo früher nur ein kleines Dorf lag, wurden Industrieanlagen und Wohnhäuser erstellt. Die Raffinerie kam außerhalb der Stadt im Nordwesten zu liegen – die Stadtplanung sah eine räumliche Trennung von Industrie und Wohnbereichen vor. Zwischenzeitlich ist aber bei der Raffinerie rund um die Abzweigung der Straße nach Belsh ein eigener kleiner Stadtteil entstanden. Dieser ist vom Stadtzentrum jedoch komplett abgetrennt von einem rund einen Kilometer breiten Grünstreifen mit Feldern.

## Verkehr
Am Nordufer des Shkumbin verläuft die Hauptstraße SH7, die Elbasan mit den Orten an der Küste verbindet. Die Strecke gehört zum Korridor VIII der Paneuropäischen Verkehrskorridore. Die Straßenbrücke über den Shkumbin befindet sich mehr als fünf Kilometer nordwestlich des Stadtzentrums, so dass Cërrik trotz seiner Nähe zu internationalen Verkehrsachsen abseits der Verkehrsströme liegt. Die direkte Verbindung von Cërrik nach Elbasan verläuft südlich des Shkumbin. In Cërrik zweigt eine Straße nach Gramsh ab. Seitdem fünfzehn Kilometer südöstlich von Cërrik der Devoll zum Banja-See gestaut wurde, ist diese Verbindung gut ausgebaut.

## Telekommunikation
Vier Kilometer südöstlich der Stadt befinden sich bei Gostima Kurzwellen-Sendeanlagen von Radio Tirana.

## Geschichte
Im Mai 1997 während der landesweiten Unruhen wurden in Cërrik sechs Offiziere einer Sondereinheit der republikanischen Garde erschossen und über 20 weitere Soldaten verletzt. Die Attentäter, denen vorgeworfen wird, dass sie das Land destabilisieren wollten, sind zum Teil eng mit der Sozialistischen Partei verbunden.

## Söhne und Töchter der Stadt
- Alban Hoxha (* 1987), Fußballspieler